# Pertti Jalava
Pertti Jalava (Turku, 4 mei 1960) is een hedendaags Fins componist en musicus.

## Levensloop
Sinds 1984 heeft hij gedurende 5 jaren als musicus meegewerkt in het Peppe Jalava Parvi (Jazz) Quintet. Verder was hij samen met William Thorburn stichter en lid van de Peppe Jalava (Jazz) Band.
Als componist is hij meestal autodidact, maar hij heeft ook studies gedaan, o.a. bij Harri Suilamo compositie studies in een workshop in Turku. Verder heeft hij 1993 bij de Finnish Music Theatre Association een half jaar bij Craig Bohmler Music for the stage studeert en hij heeft deelgenomen aan de Composition laboratories van het Turku Philharmonic Orchestra in 1994, 1996 en 1998.
Jalava heeft werken geschreven voor kamerensembles en orkesten (twee symfonieën) alsook voor jazz-ensembles en big band. Zijn composities zijn met nationale en internationale prijzen onderscheiden, o.a. met de 2e prijs van de Ville de Comines-Warneton België ter gelegenheid van de 1e compositie wedstrijd voor symfonisch blaasorkest, dat georganiseerd werd door Lys Music Orchestra, Komen-Waasten voor de compositie Tuulenpesä - Nest of Wind

## Composities

### Werken voor orkest
- 1994-1995 Symphony No. 1 "The Missing Child"
- 1996-1999 Symphony No. 2
  1. Allegretto tranquillo
  2. Passacaglia -
  3. Presto agitato
- 1996/2001 A Top Secret Pas de deux voor twee slagwerkers en strijkorkest
- 1997/2001 Round Goes the Gossip voor twee slagwerkers en kamerorkest
- 1999 Like A Sigh Phantasy for string orchestra
- 2001 Concerto for Piano, (Flute) and String Orchestra
- 2002 Surface Phantasy for string orchestra no. 2

### Werken voor harmonieorkest
- 2000-2001 Tuulenpesä - Nest of Wind
- 2002-2003 Wounds

### Kamermuziek
- 2000 Three Requests voor twee piano's en twee slagwerkers
  1. Wake Up!
  2. Move On!
  3. Come Back!
- 2002 Spiral voor klarinet, viool, alt-viool en cello
- 2003 Island From Three Distances voor fluit, klarinet, fagot, strijkkwartet
  1. Horizon
  2. Silhouette
  3. Steep
- 2005 Wooden Bear voor fluit, klarinet, fagot, twee violen, alt-viool en cello
  1. Lento
  2. Allegro giocoso

### Werken voor slagwerk
- 1998 A Hectic Allegro voor percussiekwintet

### Toneelmuziek
- 1993 Paradise voor 5 vocal solisten, gemengd koor, fluit, saxofoon, hoorn, percussie en strijkkwartet - teksten: Vuokko Tolonen

### Vocaal- en koorwerken
- 2004 Niin joudun kauas tulevaisuuteen a song cycle to the poems by Hannu Salakka voor bariton en strijkkwartet of strijkorkest
  1. Isän kauhtunut paidanselkä
  2. Seison myrskyssä vastatuuleen
  3. Hiukset valtoimenaan
  4. Ojat kuusikossa
  5. Kutsuäänet, muuttoparvien lento